# Steroide 17alfa-monoossigenasi
La steroide 17alfa-monoossigenasi è un enzima appartenente alla classe delle ossidoreduttasi, che catalizza la seguente reazione:
uno steroide + AH2 + O2 ⇄ un 17α-idrossisteroide + A + H2O
L'enzima richiede NADH (o NADPH) e P-450.